# Sporo (liberto)
Sporo (in latino Sporus, in greco antico: Σπόρος?; ... – I sec. d.C.) fu un liberto eunuco con cui l'imperatore Nerone volle unirsi in matrimonio.

## Biografia
Dopo la morte della moglie Poppea nel 66 d.C., l'imperatore Nerone ordinò di trovare qualcuno il cui volto somigliasse a quello della moglie, e quello che risultò più simile fu quello del giovane liberto Sporo. Si narra dunque che Nerone abbia ordinato ai suoi chirurghi di castrarlo e di trasformare il liberto in donna. I due si unirono così in matrimonio. Sporo ebbe tutti gli ornamenti propri delle imperatrici e ricevette il titolo di Sabina e accompagnava ufficialmente Nerone durante le visite, come per esempio quella in Grecia.
Ne parla, tra gli altri, lo storico romano Gaio Svetonio Tranquillo nella Vita di Nerone (28,1-2; 29, 1; 46, 1). Il fatto tuttavia parrebbe improbabile, se non caricaturale e diffamatorio, in quanto lo stesso Svetonio non ebbe modo né di conoscere Sporo, né di vivere all'epoca di Nerone, nascendo solo due anni dopo la morte dell'imperatore. Tuttavia il fatto viene riferito anche da altre fonti, come Aurelio Vittore (Epitome de Caesaribus 5, 7) e Cassio Dione (Epitome LXII, 28).
Il matrimonio, secondo Cassio Dione (Epitome LXII, 12-13), sarebbe avvenuto in Grecia e Nerone avrebbe affidato il giovincello alle cure di Calvia Crispinilla, come dama di camera. Secondo vari autori, Nerone avrebbe contratto due "matrimoni" con persone dello stesso sesso. Già in precedenza era "maritato" con un altro liberto di nome Pitagora. Quest'ultimo "sarebbe stato per lui un marito, mentre Sporo sarebbe stato per lui una moglie".
Sporo rimase accanto a Nerone fino all'ultimo giorno, e si tramanda che fu presente anche alla sua morte (Vita di Nerone 48, 1; 49, 3), e, addirittura, secondo Aurelio Vittore (Epitome de Caesaribus 5, 7), sarebbe colui che resse il gladio con cui egli si dava la morte. Un ruolo di rilievo che il suo personaggio compare anche in opere teatrali che descrivono tale evento (ad esempio Martello 1735).
Dopo la morte di Nerone e l'ascesa al potere di Galba, il prefetto del Pretorio, Ninfidio Sabino, rapì Sporo, mentre deponeva fiori sulla tomba di Nerone, con l'intenzione di farne il proprio amante, ma Sporo preferì uccidersi poco dopo.
Alcuni studiosi considerano quella effettuata su Sporo come la prima operazione di cambiamento di sesso storicamente descritta.